# Lamongerie
Lamongerie é uma comuna francesa na região administrativa da Nova Aquitânia, no departamento de Corrèze. Estende-se por uma área de 12,15 km². Em 2010 a comuna tinha 117 habitantes (densidade: 9,6 hab./km²).